# Акмая
Акмая́ (каз. Ақмая) — село у складі Шиєлійського району Кизилординської області Казахстану. Адміністративний центр Акмаянського сільського округу.
У радянські часи село називалось Авангард.
Населення — 2463 особи (2021; 2519 у 2009, 2383 у 1999, 2101 у 1989).